# グリ・グリ
『グリ・グリ』（Gris-Gris）は、ドクター・ジョンが1968年に発表したデビュー・アルバム。

## 解説
マック・レベナックは、ニューオーリンズでセッション・ミュージシャンとして活動した後、ロサンゼルスに移住し、「Dr. John, the Night Tripper」と名乗って、本作でソロ・デビューを果たす。ブードゥー教の文化を背景にした作品で、アルバム・タイトルの由来は、ブードゥーの儀式で使用される杖。裏ジャケットには、ブードゥー教の司祭になぞらえたバンド・メンバーの偽名が記されている。
セールス的には成功せず、チャート・インも果たせなかったが、後に評価が高まり、『ローリング・ストーン』誌が2003年に選出したオールタイム・グレイテスト・アルバム500では143位。

## 収録曲
特記なき楽曲はDr. John Creaux（ドクター・ジョン）作詞・作曲。5.はインストゥルメンタル。
1. グリ・グリ・ガンボ・ヤ・ヤ - "Gris-Gris Gumbo Ya Ya" - 5:36
2. ダンス・カリンダ・バ・ドゥーム - "Danse Kalinda Ba Doom" (Dr. John Creaux, Harold Battiste) - 3:39
3. ママ・ロックス - "Mama Roux" (Creaux, Jessie Hill) - 2:59
4. ダンス・ファンボックス - "Danse Fambeaux" - 4:56
5. クロッカー・コートブリオン - "Croker Courtbullion" (Battiste) - 6:00
6. ジャンプ・スタディ - "Jump Sturdy" - 2:20
7. アイ・ウォーク・オン・ギルデッド・スプリンターズ - "I Walk On Gilded Splinters" - 7:37

## 参加ミュージシャン
- ドクター・ジョン Dr. John - ボーカル、キーボード、パーカッション、ギター
- アル・フレイジャー Al Frazier - ベース
- ボブ・ウェスト Bob West - ベース
- ハロルド・バティスト Harold Battiste - クラリネット、パーカッション、プロデューサー、アレンジ
- ジョン・ブードロー John Boudreaux - ドラムス
- ロニー・ボールデン Lonnie Bolden - フルート
- スティーヴ・マン Steve Mann - ギター、バンジョー
- アーネスト・マクリーン Ernest McLean - ギター、マンドリン
- ジェシー・ヒル Jessie Hill - パーカッション
- モ・ペディド Mo Pedido - パーカッション
- リチャード・ディディマス・ワシントン Richard "Didimus" Washington - パーカッション
- デイヴ・ディクソン Dave Dixon - パーカッション、ボーカル
- ロニー・バロン Ronnie Barron - パーカッション、ボーカル
- プラス・ジョンソン Plas Johnson - サクソフォーン
- タミー・リン Tami Lynn - バッキング・ボーカル
- シャーリー・グッドマン Shirley Goodman - バッキング・ボーカル
- ジョニ・ジョーンズ Joni Jones - バッキング・ボーカル
- プリンス・エラ・ジョンソン Prince Ella Johnson - バッキング・ボーカル
- ソニー・レイ・ダードン Sonny Ray Durdon - バッキング・ボーカル

## カヴァー
- 「アイ・ウォーク・オン・ギルデッド・スプリンターズ」は、ハンブル・パイ『パフォーマンス〜ロッキン・ザ・フィルモア』（1971年）やポール・ウェラー『スタンリー・ロード』（1995年）で取り上げられた。